# Blauw-gouden tangare
De blauw-gouden tangare (Bangsia arcaei) is een zangvogel uit de familie Thraupidae (tangaren).

## Verspreiding en leefgebied
Deze soort telt 2 ondersoorten:
- B. a. caeruleigularis: Costa Rica.
- B. a. arcaei: Panama.